# إيفان لوبيز (منافس ألعاب قوى)
إيفان لوبيز (بالإسبانية: Iván López) هو منافس ألعاب قوى تشيلي، ولد في 10 مارس 1990 في لا بينتانا في تشيلي.

## وصلات خارجية
- إيفان لوبيز على موقع الاتحاد الدولي لألعاب القوى (الإنجليزية)